# جيمس إف. هويل
جيمس إف. هويل هو سياسي أمريكي، ولد في 14 يوليو 1934 في ويوكا في الولايات المتحدة. نشط حزبياً في الحزب الديمقراطي. وقد انتخب عضو مجلس ولاية أوكلاهوما ‏.